# Тормод Скальд Чернобровой
Тормод Берсасон или Тормод сын Берси, известный также как Тормод Скальд Чернобровой (приблизительно 998, Исландия — 29 июля 1030, при Стикластадире, Норвегия) — исландский деятель «века саг», скальд, принадлежавший к окружению короля Норвегии Олава Святого и погибший в битве при Стикластадире. Стал одним из двух главных героев «Саги о Названых Братьях» наряду со своим побратимом Торгейром сыном Хавара. Ряд его стихотворений сохранился в составе этой саги и в составе «Пряди о Тормоде».

## Биография
Тормод родился приблизительно в 998 году в семье Берси из Ледового Фьорда в Западной Исландии и его жены Торгерд. С юных лет он был другом и побратимом Торгейра сына Хавара; Тормод не отличался большой физической силой, но пользовался успехом у женщин. Побратимы совместно владели кораблём и занимались у побережья охотой на китов, а также, возможно, пиратством. После размолвки Торгейр уехал за море, а Тормод остался в Исландии. Тормод посвятил хвалебную песнь женщине по имени Торбьёрг Чёрная Бровь и назвал песнь «Висы Чёрной Брови», за что получил от матери Торбьёрг прозвище «Скальд Чернобровой».
Лик погас, но близок

Ласок час Костлявой.

Встрял зубец, стреножа

Рвоту ран, заржавлен.

Променял ли Меньи

мел остатний — метки

Датских стрел да бури

Дня — [саднят мне дюже].
В 1024 году, узнав о гибели Торгейра, Тормод уехал в Норвегию и стал дружинником конунга Олава Святого. Позже он отправился в Гренландию и, проведя там три года, отомстил за смерть побратима. В 1028 году Тормод вернулся в Норвегию. Он последовал за Олавом Святым в изгнание и погиб вместе с ним в битве с норвежскими бондами при Стикластадире 29 июля 1030 года.
К концу жизни Тормод стал известным и авторитетным скальдом. Известно, что он написал поминальную драпу о Торгейре, которая стала одним из главных источников «Саги о Названых Братьях». В состав этой саги включены 40 приписываемых ему вис, ещё три сохранились в составе «Пряди о Тормоде». Мнения исследователей о том, действительно ли эти стихотворения написаны Тормодом, расходятся. В частности, высказывается скепсис относительно вис, якобы сложенных Тормодом при Стикластадире (одну из них, согласно саге, скальд не успел произнести до конца, но её услышали и запомнили, а последнюю строку придумал будущий конунг Харальд Суровый).
В «Пряди о Тормоде» говорится о пребывании главного героя в Дании, при дворе Кнуда Могучего, а сага рассказывает о всей жизни побратимов. Она считается одной из самых значительных родовых саг. Тормод стал одним из главных героев романа Хальдоура Лакснесса «Герпла» (1952), который может считаться современной версией «Саги о Названых Братьях».